# Arhopala russelli
Arhopala russelli är en fjärilsart som beskrevs av John Nevill Eliot 1962. Arhopala russelli ingår i släktet Arhopala och familjen juvelvingar. Inga underarter finns listade i Catalogue of Life.